# Destreland
Destreland est un centre commercial de la Guadeloupe, situé sur la commune de Baie-Mahault, dans le quartier de Destrellan.

## Historique
Le 24 octobre 1990, le centre commercial est constitué de l'enseigne Euromarché « accompagnée d'un patio extérieur abritant une soixantaine de boutiques dont quelques-unes se logent face aux caisses ». Euromarché devient Continent en 1993 puis Carrefour en 2001.
En 1997, une vingtaine de boutiques supplémentaires ouvrent, et un espace consacré au bricolage est occupé par Mr Bricolage. 
Le centre commercial s'agrandit de manière plus considérable en 2005, avec « la création d'une nouvelle extension abritant trois nouvelles moyennes surfaces consacrées au sport, aux jouets et aux livres, mais surtout la réalisation d'un parking aérien de 9 500 m2 ».
Le nombre de boutiques augmente d'une trentaine en 2005, puis du même nombre environ en 2006, avec la création cette année-là d'un deuxième parking aérien de 12 000 m2.

## Présentation
Destreland est le plus grand centre commercial de la Guadeloupe et, avec le centre la Galléria en Martinique, l'un des plus grands centres commerciaux des Petites Antilles. Il regroupe notamment trois grandes surfaces : Carrefour, Monsieur Bricolage et Decathlon. La galerie commerciale qui s’étend sur près de 800 m de long sur deux niveaux regroupe 180 boutiques et restaurants.
Destreland est ouvert du lundi au vendredi de 8 h 30 à 20 h 30 et le samedi de 8 h 30 à 21 h.
À partir du 25 octobre 2015, l'hypermarché Carrefour est ouvert le dimanche de 8 h 30 à 12 h 30, de même que la station-service du centre commercial.